# Ludwig Philipp Roeck
Ludwig Philipp Roeck (* 1697 in Lübeck; † 10. Dezember 1768 ebenda) war ein deutscher Kaufmann und Bürgermeister der Hansestadt Lübeck.

## Leben
Roeck war der Sohn des Lübecker Kaufmanns Caspar Roeck († 1718). Er heiratete 1722 Maria Elisabeth Benser, Tochter des Lübecker Seidenhändlers Johann Hermann Benser. Der Ratsherr Arnold Gottfried Benser war sein Schwippschwager. 
Roeck gehörte den Lübecker Schonenfahrern an und wurde aus deren Reihen 1743 in den Rat der Stadt erwählt. 1761 wurde er im Lübecker Rat zum Bürgermeister und Kämmereiherren bestimmt. Mit dieser Wahl vollendete er den Aufstieg der zu Beginn des 17. Jahrhunderts aus Gifhorn zugewanderten Familie Roeck in die Oberschicht Lübecks.
Johann Daniel Overbeck hielt ihm die Trauerrede. Sein Epitaph in der Petrikirche wurde 1942 beim Luftangriff auf Lübeck zerstört.
Zu seinen Söhnen zählten der der Kaufmann und Ratsherr Hermann Heinrich Roeck sowie der gleichnamige Kaufmann Ludwig Philipp Roeck († 1796), der nach einer Aufstellung von 1784  mit Wein, Brandtewein, Specerey-Farbe - und Gewürzwaaren handelte; dazu besaß er eine Amidam- und Puderfabrike, und ist zugleich Spediteur. Der jüngere Ludwig Philipp Roeck war der Vater des Ratsherrn Hermann Friedrich Roeck.